# Гімера

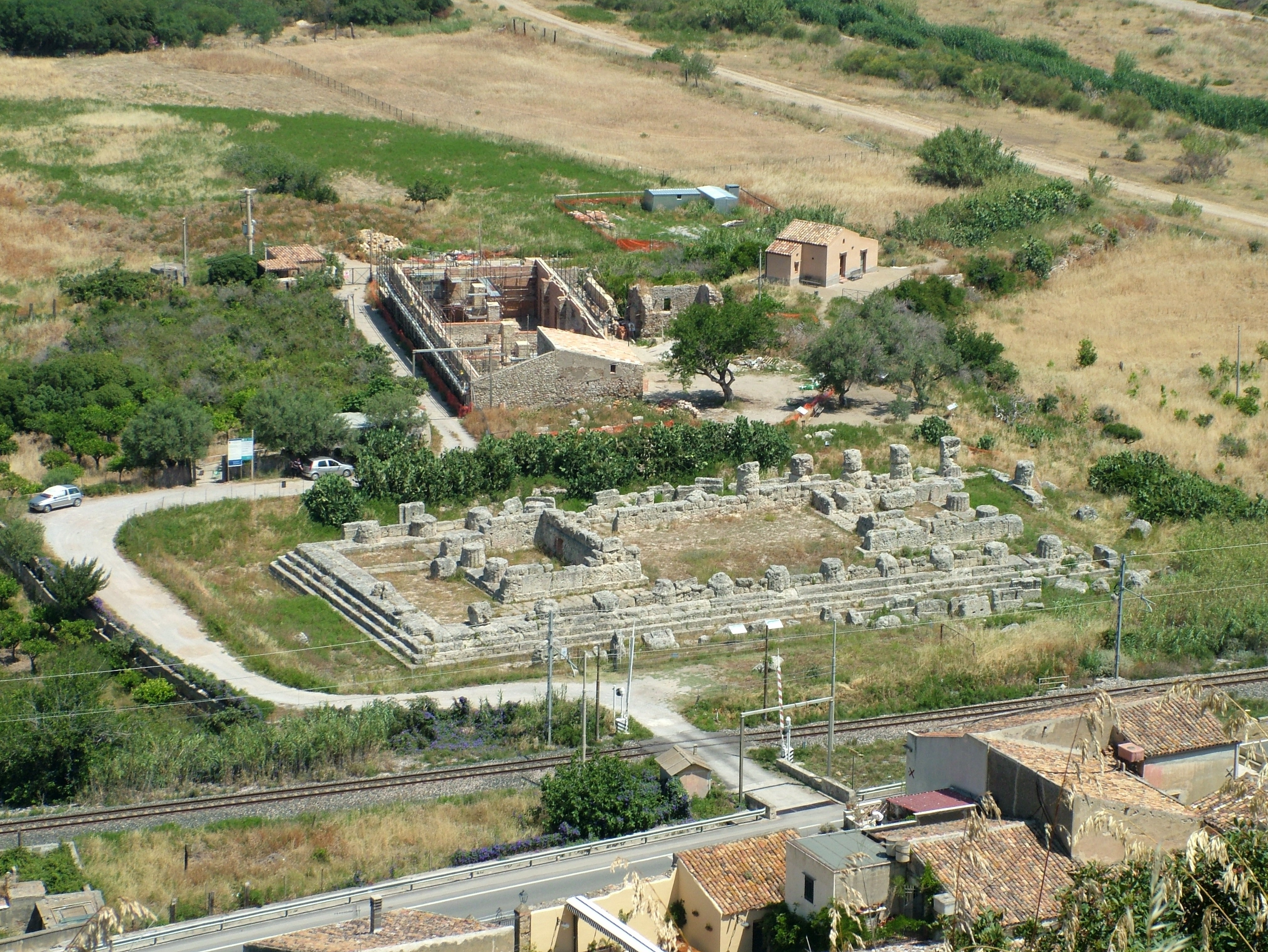
Руїни храму Ніки у Гімері

Гімера (дав.-гр. Ἱμέρα) — давньогрецька колонія на північному узбережжі Сицилії біля однойменної річки.
Заснована не пізніше 648 р. до н. е. вихідцями з Занкли, до яких приєдналися біженці з Сіракуз. Відомі гімерські тирани — Фаларіс і Терилій. Останнього з міста вигнав тиран Акраганта Ферон. Терилій звернувся за допомогою до карфагенян, що врешті-решт призвело до знаменитої битви при Гімері (480 р. до н. е.). Поразка карфагенян зміцнила владу Ферона, який передав місто своєму синові Фрасидею. У 476 р. до н. е. Ферон переселив до Гімери нових колоністів, переважно дорійців, що суттєво змінило обличчя міста. Найвищого розквіту Гімера досягла за тиранії небожа Ферона Фрасибула. Під час Сицилійської експедиції афінян гімерці серед перших надали підтримку Сіракузам.
У 408 р. до н. е. Гімеру захопили карфагеняни. Місто було ними зруйноване на знак помсти за поразку 480 р. до н. е. Мешканці, які вижили, згодом оселилися в заснованому карфагенянами поруч з руїнами Гімери місті Ферми (нині Терміні-Імерезе).